# Simcha
Simcha (hebräisch שִׂמְחָה) bedeutet „Freude“ und wird auch als männlicher und weiblicher hebräischer Vorname verwendet.

## Bedeutung
Juden verwenden Simcha oft in seiner Eigenschaft als hebräisches und jiddisches Substantiv, das einen festlichen Anlass bedeutet. Der Begriff wird für jeden freudigen Anlass wie Hochzeit, Bar Mitzwa oder Verlobung verwendet. Glück wird im Judentum und jüdischen Denken als wichtiger Wert angesehen, insbesondere im Zusammenhang mit dem Dienst an Gott. Eine Reihe jüdischer Lehren betonen die Wichtigkeit der Freude und zeigen Methoden auf, um glücklich zu werden. Der Feiertag Simchat Tora („Freue dich am Gesetz“), markiert den Abschluss und Beginn des jährlichen Zyklus des Lesens der Tora. Bei traurigen Anlässen, wie einem Begräbnis, wünschen sich Juden gegenseitig  „auf Simches“ in der Bedeutung, man möge sich immer nur bei freudigen Anlässen wiedersehen.

## Ursprung
Das Substantiv Simcha wird in der Bibel 94 Mal erwähnt und leitet sich vom Verb samach ab, das 154 Mal im Text vorkommt. Es ist im akkadischen Wort schamachu verwurzelt und bedeutet sprießen oder gedeihen.

## Namensträger
- Simcha Dinitz (1929–2003), israelischer Politiker und Diplomat
- Sandi Simcha DuBowski (* 1970), US-amerikanischer Filmregisseur und -produzent
- Simcha Ehrlich (1915–1983), israelischer Politiker
- Simcha Pinsker (1801–1864), polnischer Orientalist
- Simcha Bunem von Przysucha (1765–1827), chassidischer Zaddik in Polen
- Simcha Rotem (1924–2018), jüdischer Widerstandskämpfer im Warschauer Ghetto